# Natalka Karpa
Natalka Karpa, właśc. Natalija Semeniwna Karpa (ukr. Наталiя Семенiвна Карпа, ur. 14 sierpnia 1981 w Dobromilu) – ukraińska piosenkarka. Posiada tytuł Zasłużonej Artystki Ukrainy.

## Życiorys
Pochodzi z muzycznej rodziny. Jej babcia zajmowała się śpiewem, ojciec był profesjonalnym piosenkarzem. Kiedy miała 5 lat ojciec kupił jej pianino. Uczyła się w szkole muzycznej nr 3.
Zaczęła śpiewać w najpierw w narodowym chórze „Pisanka” (ukr. Писанка), a solistką stała się pierwszy raz w wokalno-instrumentalnym zespole „Galicka perła” (ukr. Галицька перлина) pod kierownictwem działacza kultury Lesi Salistry.
Szkołę zakończyła ze złotym medalem. Ma za sobą dwa kierunki studiów. Ukończyła Lwowski narodowy uniwersytet medyczny imienia Daniela Halickiego (z czerwonym dyplomem za półroczną pracę po fachu), Politechnikę Lwowską (filologia angielska). Wtedy to Natalka stała się wokalistką medycznego jazzowego kolektywu „Medikus” (ukr. Медікус), jeździła na muzyczne festiwale, konkursy zdobywając dzięki temu trzy stypendia za aktywne uczestnictwo w życiu swojego uniwersytetu.
Natalka Karpa zajmuje się działalnością charytatywną, wiele razy organizowała tournée po ukraińskich internatach dla dzieci-sierot; wspiera też projekt „Utalentowane dzieci Ukrainy” (ukr. Талановиті діти України).

## Kariera muzyczna
Natalija występowała na wielu ukraińskich i międzynarodowych festiwalach takich jak: „Słowiański bazarek (ukr. Слов'янський базарчик), „Młoda Galicja” (ukr. Молода Галичина), „Na falach Switezia” (ukr. На хвилях Світязя), „Nadzieja” (ukr. Надія), „Melodia” (ukr. Мелодія), „Muzyczne źródła Przykarpacia” (ukr. Пісенні джерела Прикарпаття), „Taras Bulba (ukr. Тарас Бульба), „Przebój roku” (ukr. Шлягер року), „Nasze piosenki” (ukr. Наша пісня) i tym podobne.
Piosenki Natalki Karpy są popularne nie tylko na Ukrainie, ale też i w Polsce. Jej najpopularniejsza piosenka to „Kalina” (ukr. Калина [калина – не верба]).

## Prezenterka
Natalka Karpa jest prowadzącą programów: „Ekstremalny weekend” (ukr. Екстремальний вік-енд), który jest na kanale „NTA” (ukr. НТА), „Odkryj siebie” (ukr. Відкрий себе) w eterze TRK „Luks” (ukr. ТРК „Люкс”), oraz „Modny wojaż” (ukr. Модний вояж) na kanale „Nowyj kanał” (ukr. Новий канал).

## Producent
Natalka Karpa stworzyła centrum producenckie „Karparation” razem ze swoim producentem Jarosławem Stepanikowem. „Karparation” zajmuje się tworzeniem takich projektów jak: dziewczęca grupa muzyczna „Glamour”, muzyczna grupa „Czekoladka” (ukr. Шоколадка), balet „Gledis” i piosenkarka MIYA

## Dyskografia
- 2001 w muzyce – „Miłość ratuje świat” (ukr. Любов врятує світ)
- 2004 w muzyce – „Przebacz mi” (ukr. Ти пробач мені)
- 2004 w muzyce – „Gwiazda Betlejemska” (kwiat) (ukr. Різдвяна зірка)
- 2007 w muzyce – „Historia” (album) (ukr. Історія)

## Klipy muzyczne
W swoim dorobku artystycznym Natalka Karpa stworzyła takie klipy muzyczne jak: „Przebacz mi” (ukr. Ти пробач менi), „Wrócę do domu” (ukr. Я додому повернусь), „Moja-historia” (ukr. Ми – історія), „Najpierw” (ukr. Вперше), animowany klip „Kalina” (ukr. Калина), „Inna” (ukr. Інша), oraz „Codzienny czas, jak piasek” (ukr. Час біжить, як пісок).